# Alejandro Lerroux
Alejandro Lerroux García (La Rambla, Córdoba, 4 de março de 1864 — Madrid, 25 de junho de 1949) foi um político espanhol, que ocupou a presidência do Conselho de Ministros durante um breve período da Segunda República Espanhola.
Lerroux militou desde a sua juventude nos partidos republicanos, seguindo a Manuel Ruiz Zorrilla. Dedicou-se ao jornalismo, desenvolvendo um estilo agressivo e populista; dirigiria várias publicações, entre elas El País, El Progreso, La Publicidad, El Intransigente e El Radical. Várias vezes detido e preso, impenitente duelista à moda romântica, estabeleceu-se em Barcelona e posteriormente em El Tejar, onde foi designado diretor do jornal La Publicidad. Com as suas campanhas, duramente anticlericais e populistas, ganhou o ambiente operário, e chegou a ser chamado o Imperador do Paralelo, setor barcelonês de alegre vida noturna. As campanhas do seu jornal produziram distúrbios de caráter antimilitarista e anticatalanista, contra-arrestados por fortes reações de outros setores opostos.
Eleito deputado pela primeira vez em 1901 pela União Republicana, sendo um dos fundadores; repetiu em 1903 e 1905, até o cofundador Nicolás Salmerón abandonar o partido para se incorporar à coligação Solidaritat Catalana ("Solidariedade Catalã") em 1906; Lerroux decidiu então separar-se, descontente com o crescente nacionalismo catalão, para o que formou em 1908 o Partido Republicano Radical.
A condenação contra um dos seus artigos levou-o pela primeira vez ao exílio em 1907; voltaria a abandonar o país escapando das represálias governamentais após a Semana Trágica de Barcelona em 1909. Ao seu regresso ingressou na Conjunção Republicano-Socialista, e recuperou em 1910 a sua cadeira de deputado; porém, os escândalos de corrupção que se sucederam afastaram-no do seu eleitorado barcelonês, e em 1914 a falta de apoio levou-o a apresentar-se em Córdova. Durante a Grande Guerra foi aliadófilo, mas o país manteve a sua neutralidade nesse conflito. Participou em política ainda durante a ditadura de Miguel Primo de Rivera, embora a secessão dos Radical-Socialistas de Marcelino Domingo em 1929 enfraqueceu o seu partido; fez parte do comitê revolucionário que preparou o derrocamento de Afonso XIII, e participou na proclamação da Segunda República em 1931.
Apoiou as reformas do governo de Manuel Azaña durante o seu primeiro biênio, e como ministro de Estado fez parte da coligação de esquerda que o apoiou. Contudo, aproximou-se às posições da direita e em 1933 pactuou com os conservadores que obtiveram o poder. Entre 1933 e 1935 ocupou três vezes a cabeça do governo, além de carteiras de Guerra (1934) e de Estado (1935). O seu definitivo derrube político viria dado pela sua implicação no escândalo do estraperlo, que motivou o seu afastamento da coligação governante. Não obteve sucesso nas eleições de 1936, e exilou-se em Portugal no começo da Guerra Civil Espanhola. Regressou para Espanha em 1947, falecendo dois anos depois.